# Escudo de Bosnia y Herzegovina
El escudo de Bosnia-Herzegovina fue adoptado en 1998. Sustituyó al anterior, usado desde 1992, año en que el país se declaró independiente. El escudo posee los mismos elementos que la Bandera. Es un escudo tronchado, la primera partición, de oro configura el triángulo isósceles cuyas tres puntas representan los tres grupos étnicos del país (bosnios, croatas y serbios) así como la forma del país. En la segunda partición, de azur, colocadas en banda, siete estrellas de plata de cinco puntas, símbolo de Europa.
El escudo vigente entre 1992 y 1998, un campo de azur sembrado con seis flores de lis y una banda de plata, fue utilizado por los primeros reyes de Bosnia, durante el siglo XIV y que figuraba en la antigua bandera no fue aceptado por las comunidades croata ni serbia.

## Escudos históricos

Escudo del reino de Bosnia bajo Tvrtko (1377-1391)
Escudo de Bosnia (siglo XIV), recuperado por nacionalistas serbios en el siglo XIX.
Escudo de la provincia de Bosnia, bajo dominio austrohúngaro (1878-1918).
Escudo de la RS de Bosnia y Herzegovina (1946-1992)
Escudo de la República de Bosnia y Herzegovina (1992-1998)